# Денеш Кемень
Денеш Кемень (угор. Dénes Kemény, 14 червня 1954) — угорський ватерполіст.
Учасник Олімпійських Ігор 2000, 2004, 2008, 2012 років.
Чемпіон світу з водних видів спорту 2003 року, призер 1998, 2005, 2007 років.